# Lee Young-Jae
Lee Young-Jae (* 1951 in Seoul) ist eine südkoreanische Keramikerin und seit 1986 Leiterin der Keramischen Werkstatt Margaretenhöhe in Essen. Ihre Keramikentwürfe wurden auf nationalen und internationalen Ausstellungen und Kunstmessen gezeigt und finden sich in zahlreichen Kunst- und Keramikmuseen.

## Leben
Lee Young-Jae studierte von 1968 bis 1972 Kunst an der Hochschule für Kunsterziehung in Seoul. Nach Abschluss ihres Studiums konnte sie in Südkorea keine Werkstatt finden, in der sie als Keramikerin adäquat arbeiten konnte. Um sich beruflich fortbilden zu können, ging sie 1972 nach Deutschland, um bei der Keramikerin Christine Tappermann in Wallrabenstein ein Praktikum zu absolvieren. Im folgenden Jahr setzte sie ihre Ausbildung mit einem Studium an der Fachhochschule Wiesbaden fort. Neben einem Keramik-Studium bei Margot Münster belegte sie auch Kurse in Formgestaltung bei Erwin Schutzbach. Während des Studiums absolvierte sie ein weiteres Praktikum bei dem Keramiker Ralf Busz. Nach Abschluss ihrer beruflichen Ausbildung eröffnete sie 1978 eine eigene Keramikwerkstatt in Sandhausen bei Heidelberg. Neben der freiberuflichen Tätigkeit in ihrem Atelier war sie von 1984 bis 1987 als künstlerisch-wissenschaftliche Mitarbeiterin an der Gesamthochschule Kassel tätig.
Im Jahr 1986 übernahm sie gemeinsam mit Hildegard Eggemann die Leitung der 1924 von Margarethe Krupp gegründeten Keramischem Werkstatt Margaretenhöhe in Essen. In der renommierten Werkstatt, die sich von Beginn an der Formensprache des Bauhauses verpflichtet fühlt, entwickelten Lee Young-Jae und Hildegard Eggemann eine funktionale Geschirrserie, die sich durch moderne Ästhetik und eine hohe Handwerkskunst auszeichnet. Für diese Manufaktur-Geschirrserie wurden Lee Young-Jae und die Keramische Werkstatt Margaretenhöhe in der Folgezeit mehrfach ausgezeichnet. Ergänzt wird das Manufakturprogramm der Keramischen Werkstatt durch Edition-Ergänzungsteile, Vasen und Pflanzgefäße. Im Jahr 1993 übernahm Lee die alleinige Leitung der Keramischen Werkstatt Margaretenhöhe, die ihre Räumlichkeiten seit 1987 auf dem Gebiet der ehemaligen Zeche Zollverein besitzt.
Ihre Keramikentwürfe, die die koreanische Traditionen mit den funktionalen Formen des Bauhauses verbinden, werden in zahlreichen Galerien, Museen und Ausstellungen gezeigt. Neben dem Manufakturprogramm entwirft Lee Vasen, Schalen und Kummen der Meisterstück-Edition. Sie experimentiert unter anderem an Glasuren und Formen, die sie in einem selbstentworfenen Holzbrandofen brennt. International bekannt wurde Lee Young-Jae mit minimalistischen, auf geometrische Grundformen reduzierte Gefäße, bevorzugt mit unterschiedlichen Feldspatglasuren, bestehend aus Petalit-Eichenaschen-Feldspat-, Wollastonit-Feldspat-, Magnesium-Zinn-Feldspat- oder Barium-Feldpat-Mischungen.
Im Jahr 2008 zeigte die Pinakothek der Moderne eine umfangreiche Werkschau und eine Installation von 1111 Schalen.
Im Jahr 2015 wurde sie das Gastprofessorin an die Keramik-Abteilung des Kunst- und Design-Kollegs der EWHA Womans University in Seoul berufen. Als Anerkennung ihrer Leistungen und Verdienste erhielt sie 2016 die Ehrendoktorwürde der Eugeniusz-Geppert-Akademie der Schönen Künste in Breslau.

## Auszeichnungen (Auswahl)
- 1. Preis der Frechener Kulturstiftung (1980)
- 2. Preis des Richard-Bampi-Preises zur Förderung junger Keramiker, Osnabrück (1981)
- Goldmedaille des Bayerischen Staatspreises (1989)
- Diessener Keramikpreis (2001)
- Verleihung der Ehrendoktorwürde der Eugeniusz Geppert Academy of Art and Design, Breslau (2016)

## Ausstellungen (Auswahl)
Lees Entwürfe wurden weltweit in über 200 Ausstellungen und Messen gezeigt, u. a.:
- Hetjens-Museum, Düsseldorf (1984)
- Galerie Fred Jahn, München (wiederkehrend seit 1988)
- GEDOK, Köln (1988, 1989)
- Deutsche Keramische Kunst der Gegenwart, Keramion Frechen (1991)
- Schleswig-Holsteinisches Landesmuseum, Cismar (1995)
- Museum für Kunst und Gewerbe, Hamburg (1995, 2005, 2007, 2022–2023)
- Museum für Asiatische Kunst, Berlin (1996, 2014)
- Museum für Ostasiatische Kunst, Köln (1996, 1999)
- Weinberg Contemporary Art, San Francisco, USA (1997)
- Grassimesse, Grassimuseum, Leipzig (1997–2002)
- Saarlandmuseum, Saarbrücken (1999)
- Museum Rietberg, Zürich (2000)
- Maiso Galerie, Sendai, Japan (2000)
- Akademia Sztuk Pieknych, Breslau (2001)
- Galerie Hyundai, Seoul (2002)
- Art Cologne, Köln (2002)
- Bayerischer Kunstgewerbeverein, München (2004, 2007)
- Pinakothek der Moderne, München (2006, 2008)
- Manufactum-Landesausstellung im NRW-Forum, Düsseldorf (2007)
- Messe Frankfurt, The design annual, 2008
- Goethe-Institut, Seoul (2008)
- Museum BOZAR, Brüssel (2008)
- Galerie Nichinichi, Tokio (2009)
- Rheinisches Landesmuseum Trier (2009)
- Zeche Zollverein, Essen (2010, 2012, 2019)
- Fowler-Museum, Los Angeles (2010)
- Looshaus, Wien (2011)
- Meditations Biennale, Posen (2012, 2016)
- LWL-Industriemuseum, Schiffshebewerk Henrichenburg, Waltrop (2013)
- Emil Schumacher Museum, Hagen (2013)
- Young-Jae Lee – Keramische Gefäße, Lippische Gesellschaft für Kunst e.V., Detmold (2014)
- Young-Jae Lee: Große Schalen – und Tee-Utensilien aus der Keramischen Werkstatt Margaretenhöhe, Residenz, München (2014)
- Nicht schön, Österreichisches Museum für angewandte Kunst, Wien (2016)
- Manggha Museum of Japanese Art and Technology, Museum of Architecture, Galeria NEON, Krakau (2016)
- Hetjens-Museum, Düsseldorf (2024) – 100 Jahre Keramische Werkstatt Margaretenhöhe
- Stadtkirche St. Jakobi (Chemnitz) (2024/2025) – Schalen (im Rahmen der Veranstaltung Chemnitz – Kulturhauptstadt Europas 2025)[11]

## Werke
Die Formen der Geschirrserie des Manufakturprogramms entwarf Lee Young-Jae zunächst gemeinsam mit Hildegard Eggemann. Die Geschirrserie wird auch heute noch produziert und permanent durch neue Teile ergänzt. Darüber hinaus schuf sie zahlreiche Meisterstücke, insbesondere Spindel- und Kugelvasen, Kummen und Schalen.
Ihre Objekte werden in zahlreichen nationalen und internationalen Kunst- und Designmuseen gezeigt, u. a. im Museum für Asiatische Kunst (Berlin), Hetjens-Museum (Düsseldorf), Museum für Angewandte Kunst (Frankfurt am Main), Museum für Kunst und Gewerbe (Hamburg), Grassi Museum (Leipzig), Badisches Landesmuseum (Karlsruhe), Museum für Ostasiatische Kunst (Köln) und Pinakothek der Moderne (München). Außerhalb Deutschlands werden ihre Keramikentwürfe im Boston Museum of Fine Arts, Art Institute of Chicago, Philadelphia Museum of Art sowie Israel-Museum (Jerusalem) und im Österreichischen Museum für angewandte Kunst (Wien) gezeigt.

## Publikationen (Auswahl)
- Young-Jae Lee: Formen aus der Erde, Forms from the earth: Andrea Firmenich (Hrsg.): Katalog anlässlich der Ausstellung Young-Jae Lee – Formen aus der Erde in der Altana-Kulturstiftung im Sinclair-Haus, Bad Homburg, vom 18. Juni bis 15. August 2010, Wienand, Köln 2010, ISBN 978-3-86832-029-9, 119 S.
- Young-Jae Lee: Vessels: Installationen von Young-Jae Lee. LWL-Industriemuseum, Arnulf Siebeneicker (Hrsg.): Katalog zur Ausstellung im LWL-Industriemuseum Schiffshebewerk Henrichenburg, 24. März bis 16. Juni 2013, Klartext-Verlag, Essen 2013
- Anne-Marie Bonnet, Reinhold, Baumstark, Young-Jae Lee (Hrsg.): Young-Jae Lee – 1111 Schalen. Katalog anlässlich der Ausstellung Young-Jae Lee, 1111 Schalen, Pinakothek der Moderne, München, 26. Oktober 2006 bis 28. Januar 2007, Hatje Kanz, Ostfildern, ISBN 978-3-7757-1852-3, 261 S.
- Ulrich Schumacher, Rouven Lotz und Young-Jae Lee (Hrsg.): Young-Jae Lee und Emil Schumacher. Katalog anlässlich der Ausstellung Young-Jae Lee und Emil Schumacher, Emil Schumacher Museum Hagen, Mai – September 2013, Kettler, Bönen 2013, ISBN 978-3-86206-272-0.
- Juliane Jürgens, Young-Jae Lee: Koreanische Keramik in Deutschland : Young-Jae Lee, Si-Sook Kang, Kap-Sun Hwang; Ausstellung Schleswig-Holsteinisches Landesmuseum, Kloster Cismar, 30. April bis 21. Juni 1995, 48 S.
- Gisela Jahn, Thomas Wagner, Young-Jae Lee: Young-Jae Lee: Keramiken 1975–1995. Katalog zur Ausstellung im Museum für Ostasiatische Kunst Berlin (Februar bis April 1996) sowie im Museum für Ostasiatische Kunst Köln (Mai bis Juni 1996), Jahn, München 1995